# Gebr. Müller Müllerbräu
Die Gebr. Müller Müllerbräu GmbH & Co. KG (kurz: Müllerbräu) ist eine Brauerei mit Sitz in Pfaffenhofen an der Ilm. Sie ist die einzige noch bestehende Brauerei der Stadt. Am früheren Standort am Hauptplatz befinden sich das Hotel Müllerbräu sowie eine Brauereigaststätte.

## Geschichte
Die Ursprünge der Brauerei lassen sich bis in das Jahr 1618 zurückverfolgen. Der Name Müller wird erstmals 1775 in Verbindung mit einer Brauerei in den Briefprotokollen von Pfaffenhofen erwähnt, weshalb dieses Jahr als offizielles Gründungsjahr gilt. Seitdem ist das Unternehmen im Besitz der Familie Müller und wird heute von Manuel Müller in siebter Generation geführt.

### Entwicklung im 20. und 21. Jahrhundert
Im Jahr 1900 wurden wesentliche bauliche Veränderungen durch Walburga und Anton Müller vorgenommen. In den folgenden Jahrzehnten blieb die Brauerei in Familienbesitz. 2012 übernahm Manuel Müller die Leitung des Betriebs. Die Brauereigaststätte und das Brauereirestaurant Sudhaus werden von seiner Frau Lisa Müller geführt. Im Jahr 2024 wurde die gläserne Brauerei mit angeschlossenem Sudhaus-Restaurant eröffnet.

## Hotel Müllerbräu
Der Gasthof Müllerbräu am Hauptplatz 2 wurde 1856 von der Familie Mulzer erbaut und 1868 von Anton und Karoline Müller übernommen. 1901 heiratete der verwitwete Brauerei- und Gasthofbesitzer Anton Müller die Köchin Walburga, die zuvor im renommierten Hotel Sacher in Wien ausgebildet worden war. Unter ihrer Führung wurde der Brauereigasthof für seine gehobene Küche bekannt und überregional geschätzt. Die alte Brauereiwirtschaft ist ein geschütztes Denkmal im Ensemble Hauptplatz. Das Hotelgebäude, ein dreigeschossiger Eckbau mit Satteldach, Riefelputz und zwei Zwiebelturm-Erkern mit Jugendstil-Dekor und Balkon über Tordurchfahrt, wurde 1858 errichtet und 1903 aufgestockt. Eine Marienfigur aus Gusseisen aus dem späten 19. Jahrhundert ist als Fassadenfigur am Hauseck angebracht. Das eigens denkmalgeschützte Nebengebäude ist ein dreigeschossiger, verputzter Satteldachbau mit Aufzugsgaube und stammt wohl aus der zweiten Hälfte des 19. Jahrhunderts. Das Haus Löwenstraße 3 gehörte ebenfalls zum Anwesen und diente früher als Malztenne und Sudraum sowie zur "Fremdenstallung".
1985 erfolgte eine umfassende Sanierung unter Berücksichtigung des Denkmalschutzes. Eine weitere Modernisierung fand 2012 statt. Der Hotel- und Gasthof-Betrieb firmierte zuvor unter der Bezeichnung „Weinharts Hotel und Brauereigasthof in Pfaffenhofen a.d. Ilm“ und befindet sich nun wieder im Besitz der Brauerei. 

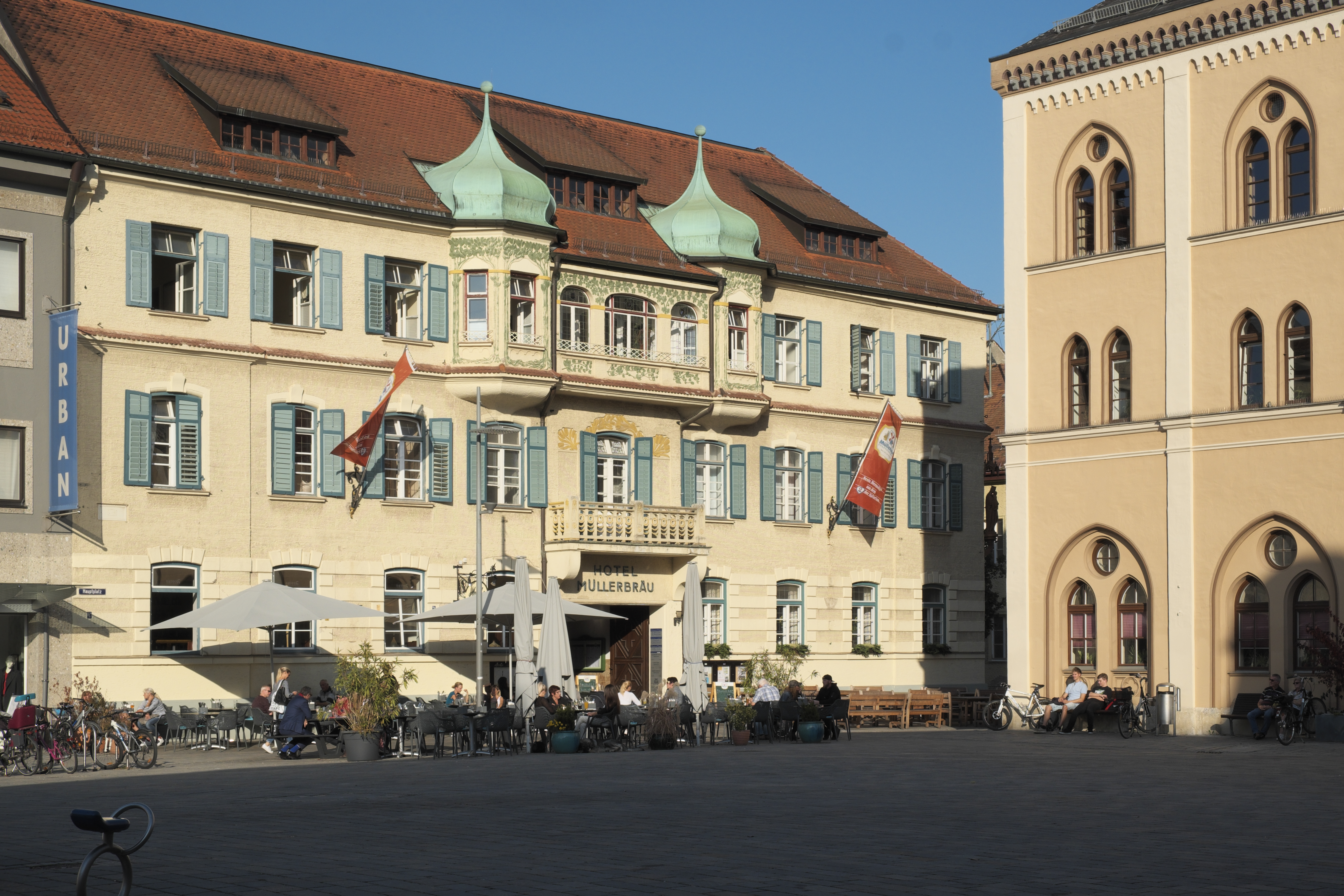
Fassade zum Hauptplatz
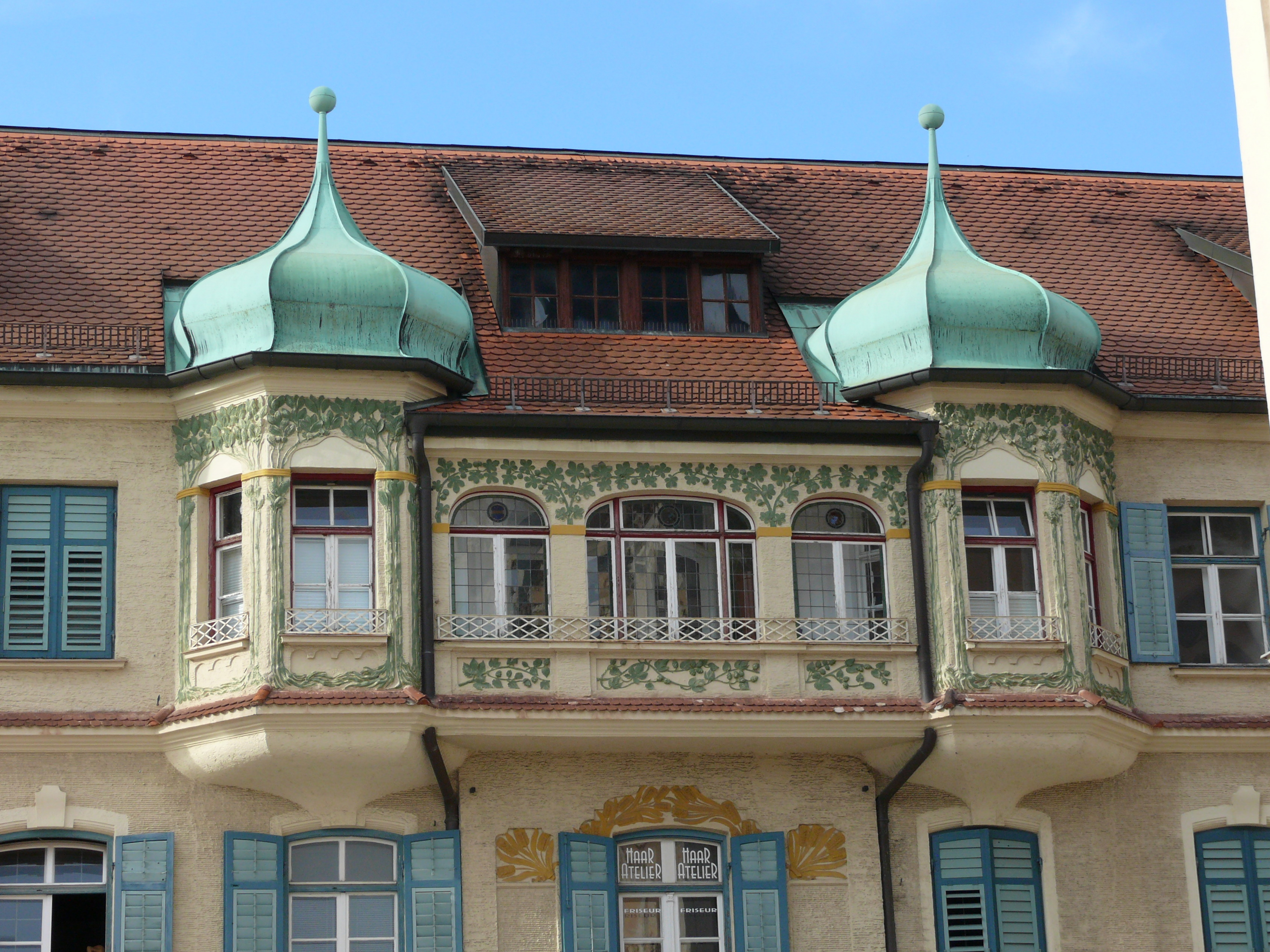
Zwiebeltürmchen mit Hopfen-Dekor
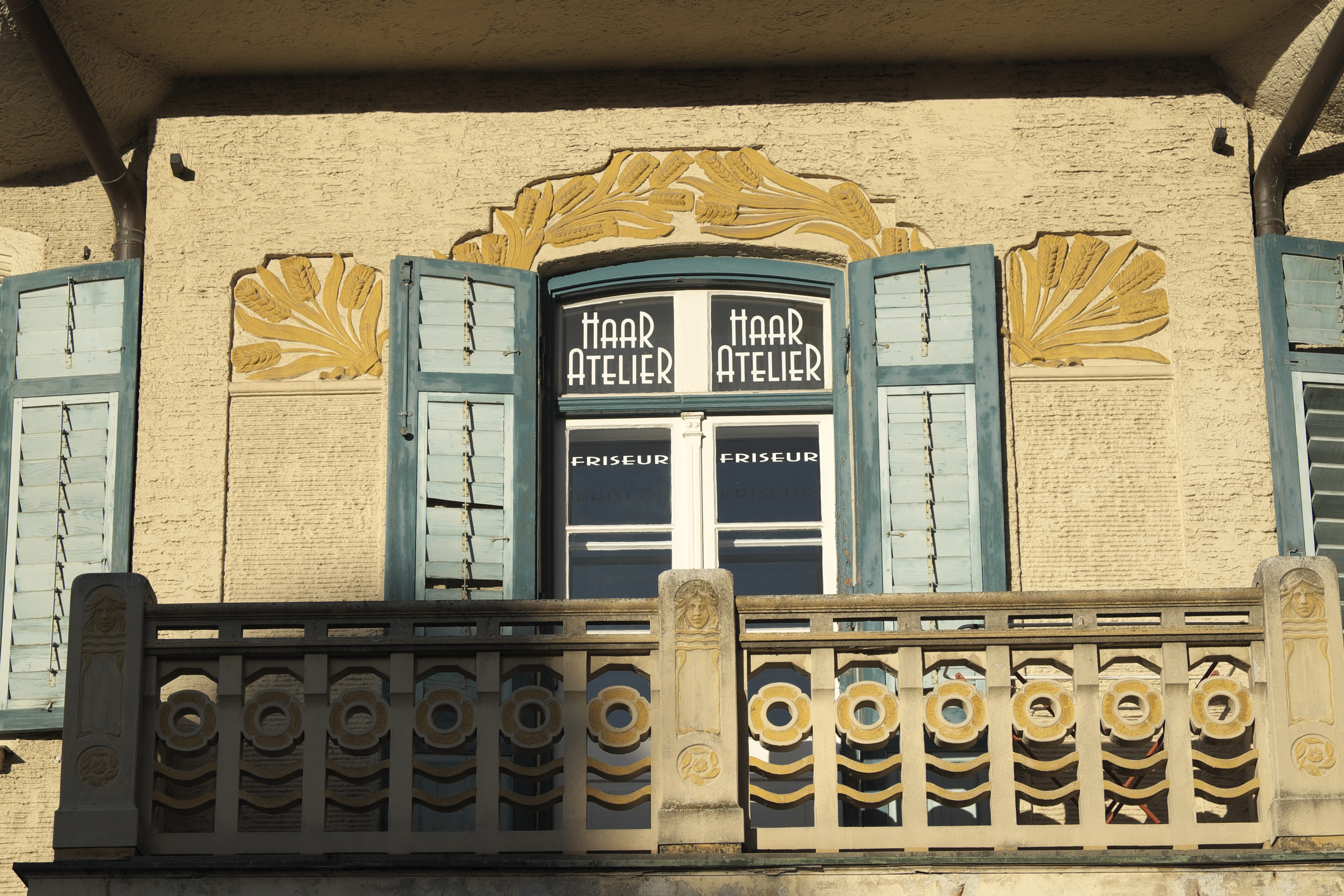
Balkon mit Braugersten-Dekor
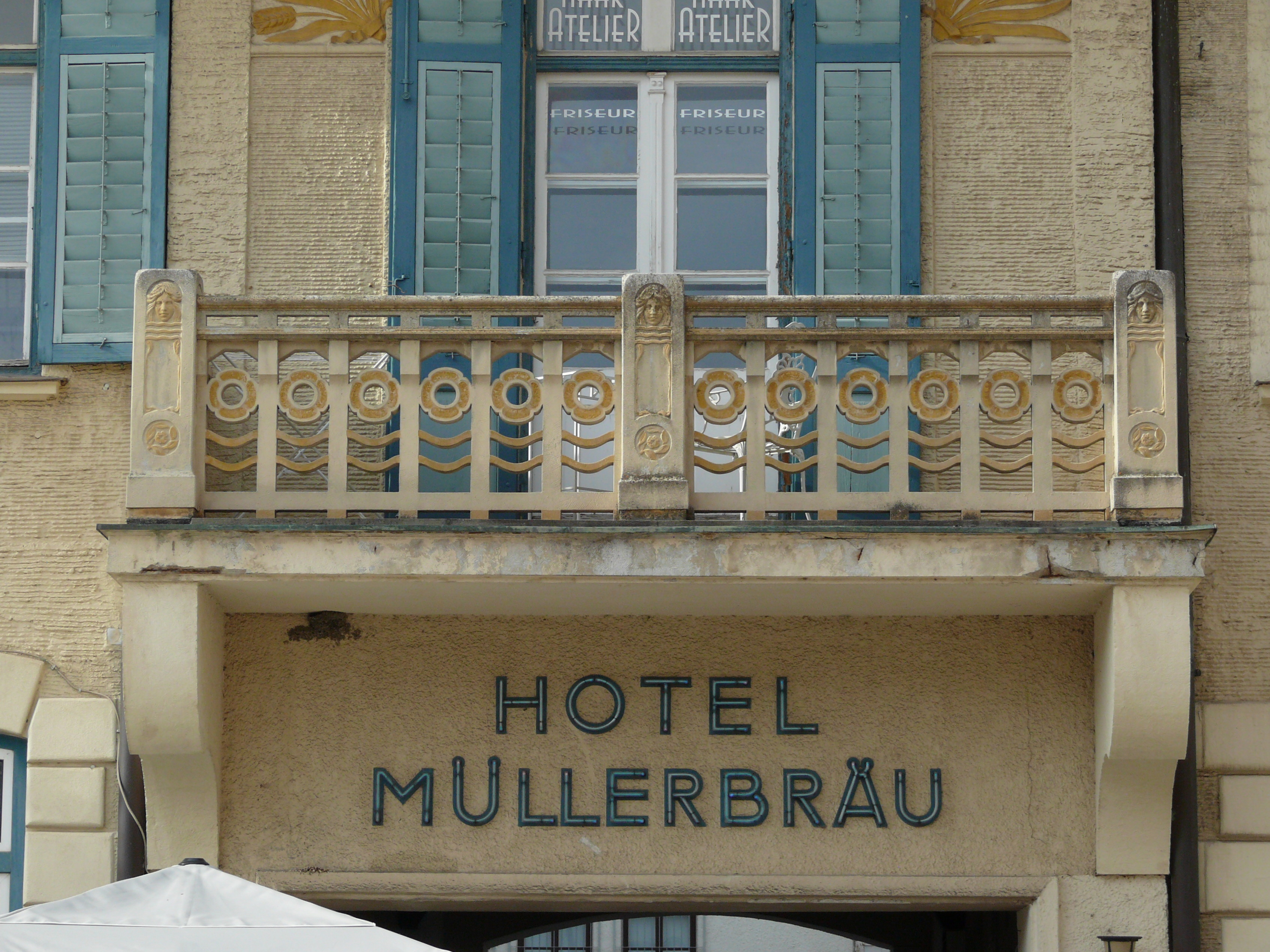
Beschriftung an Hofeinfahrt
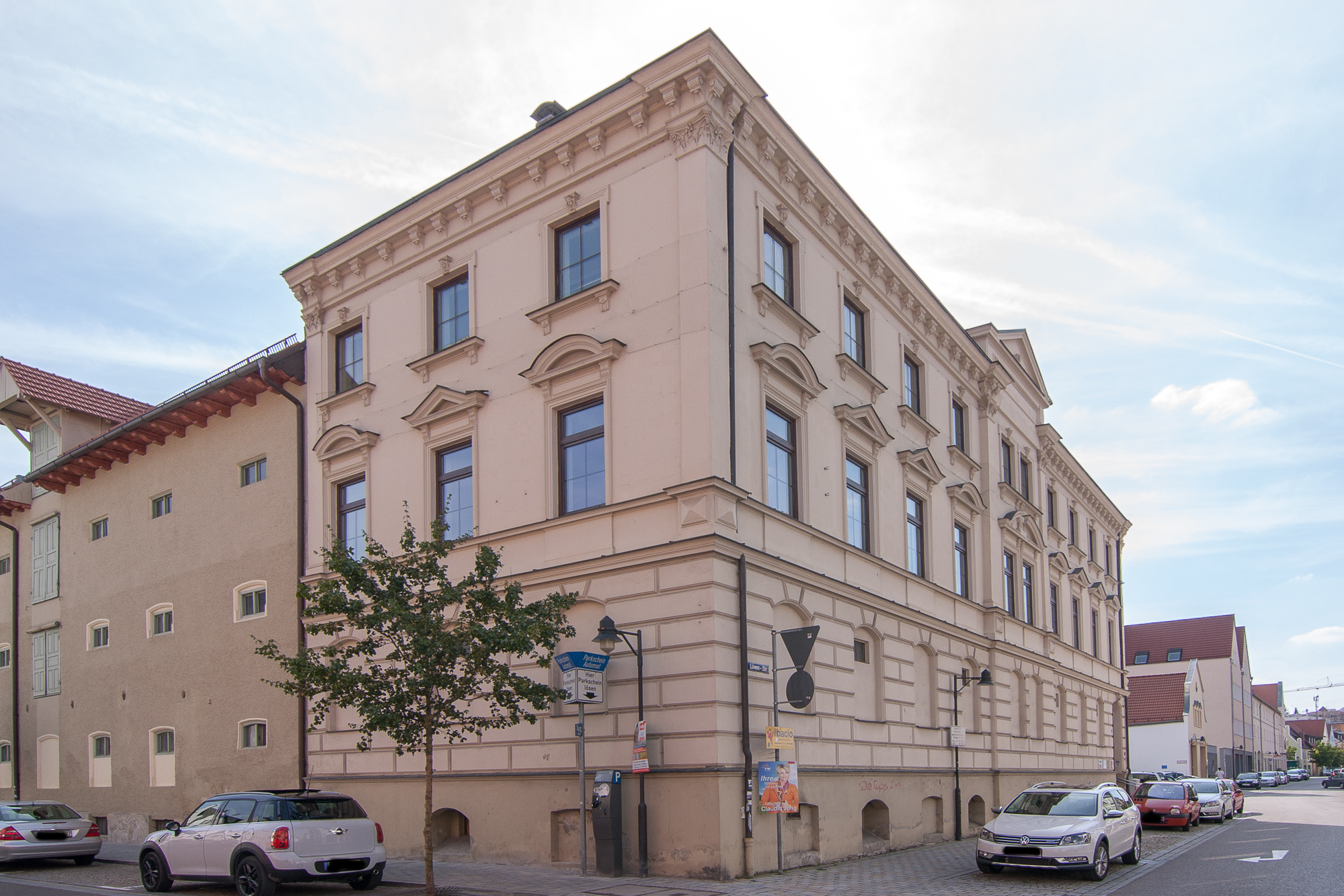
Löwenstraße 3
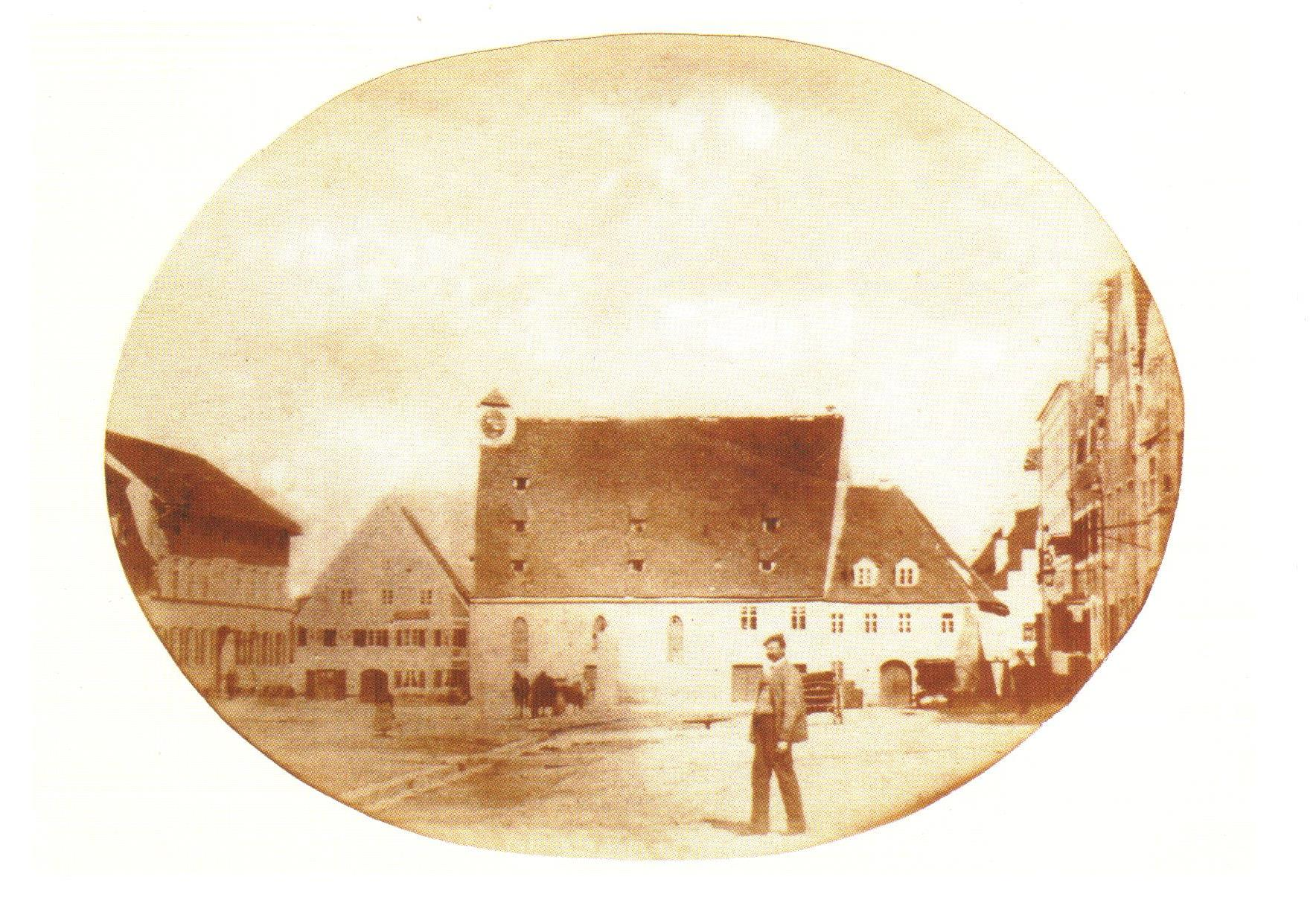
Historische Ansicht

## Verwaltungsgebäude
Das Verwaltungsgebäude am Hauptplatz 36 wurde 1891 im Stil der Neorenaissance errichtet. Es handelt sich um einen dreigeschossigen Eckbau mit Mansardwalmdach, polygonalem Eckerkerturm mit Glockenhaube und reicher Fassadengliederung. Das Anwesen wurde in den Jahren 2023 bis 2024 restauriert. Dabei blieben die historischen Stuckdecken, Fenster und Türstürze erhalten. Das Gebäude wurde 2024 mit dem Pfaffenhofener Erhaltungspreis ausgezeichnet.

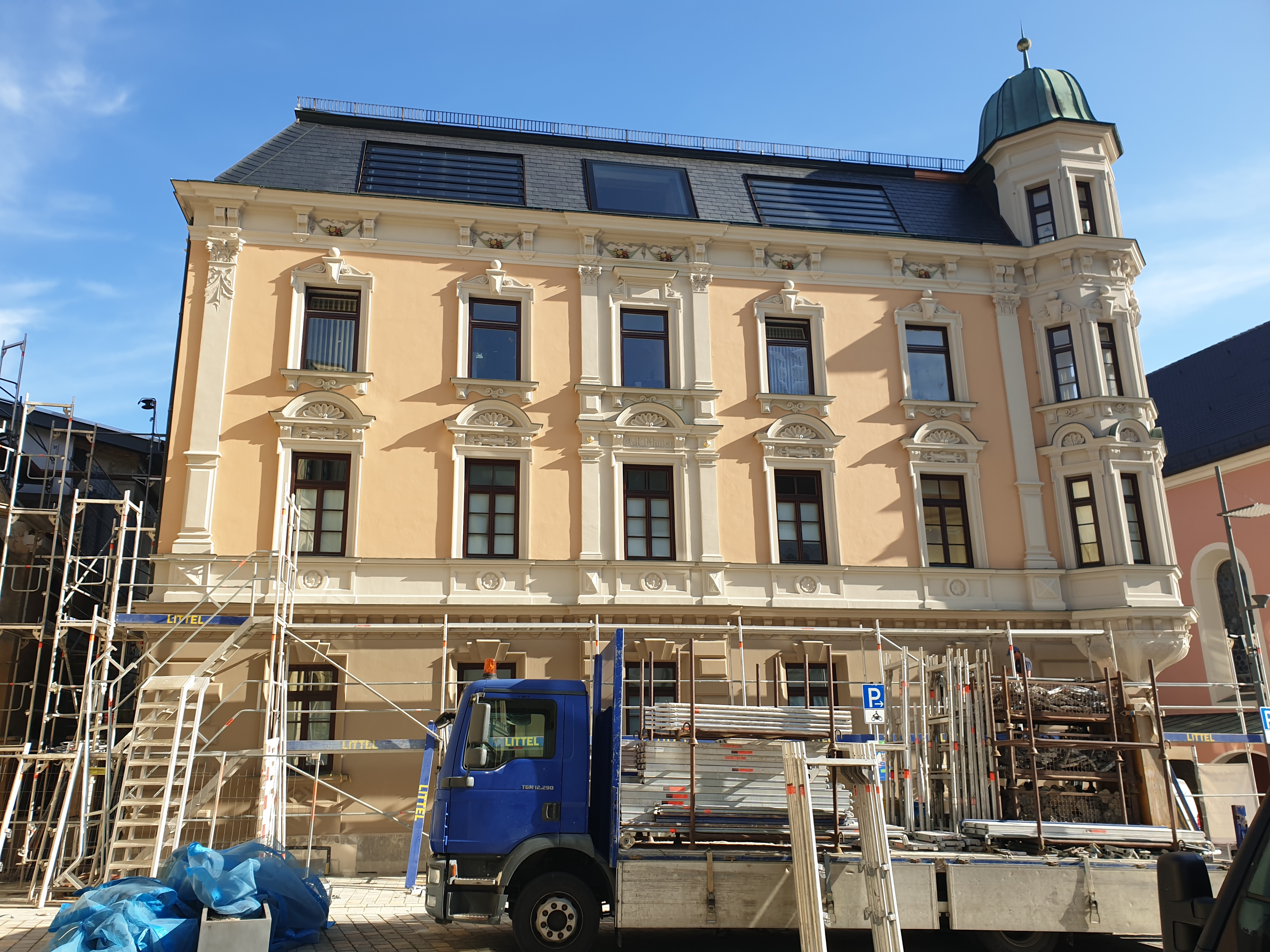
Südfassade 2023
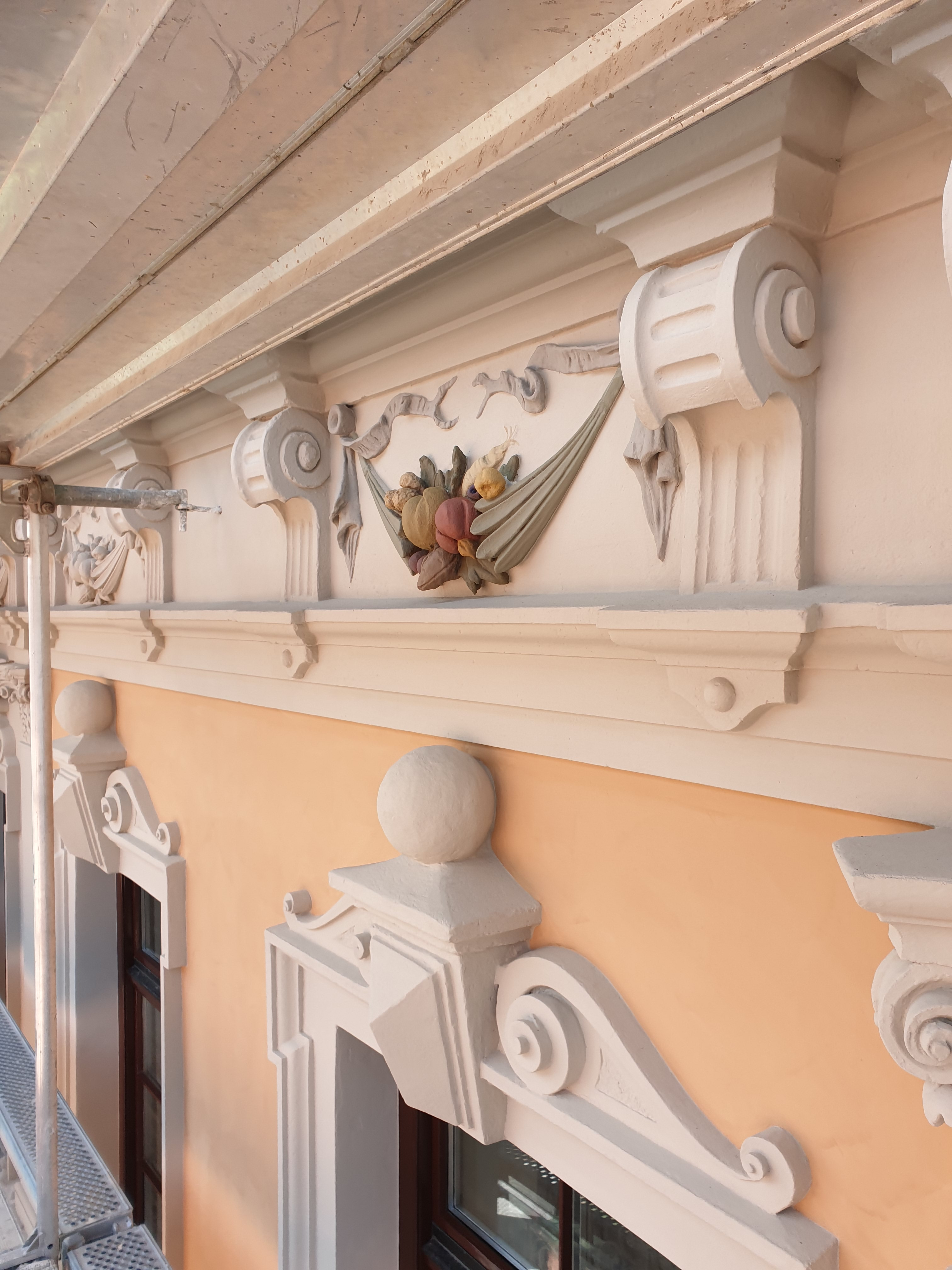
Fruchtgirlande 2023
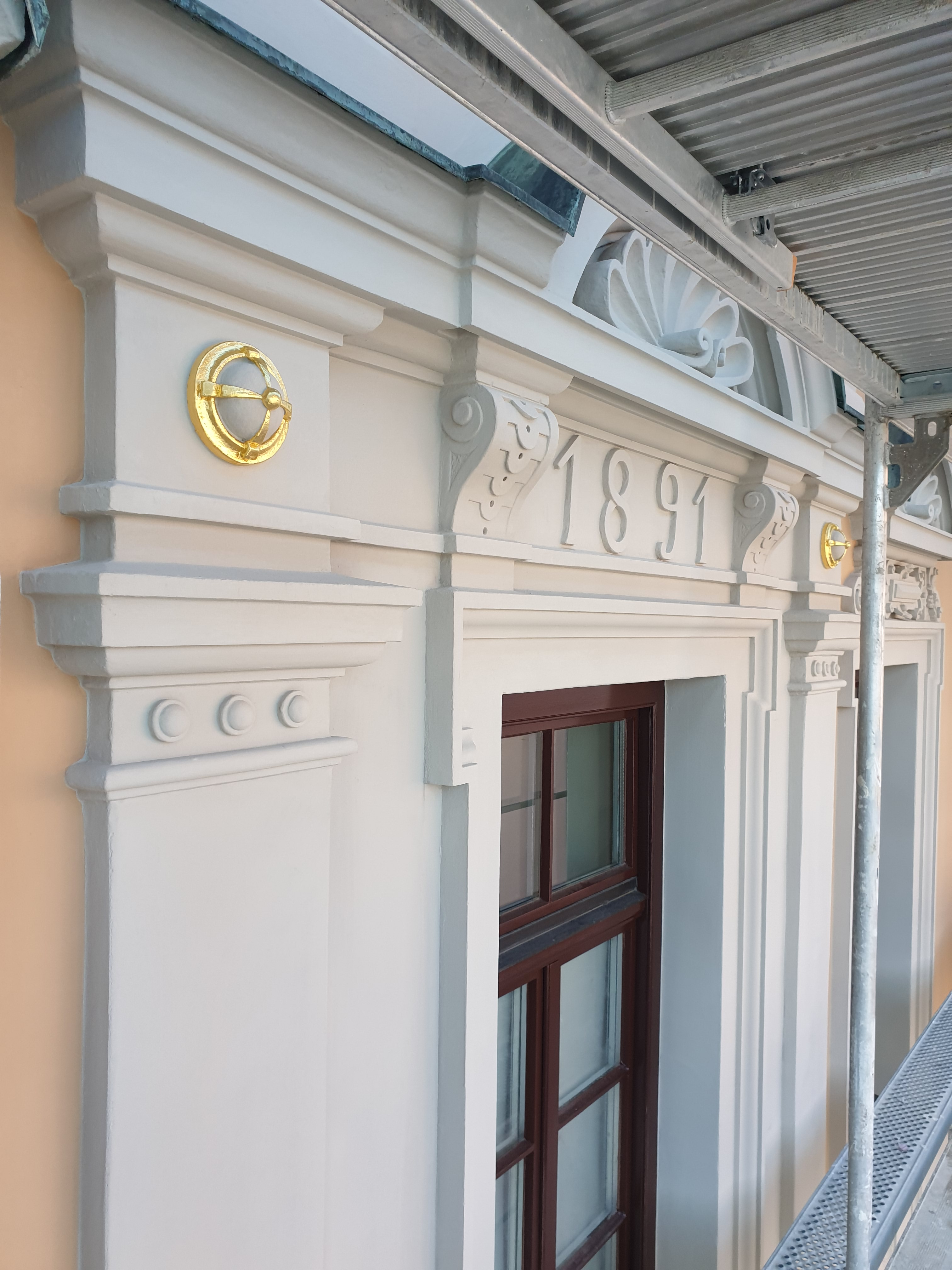
Vergoldung 2023
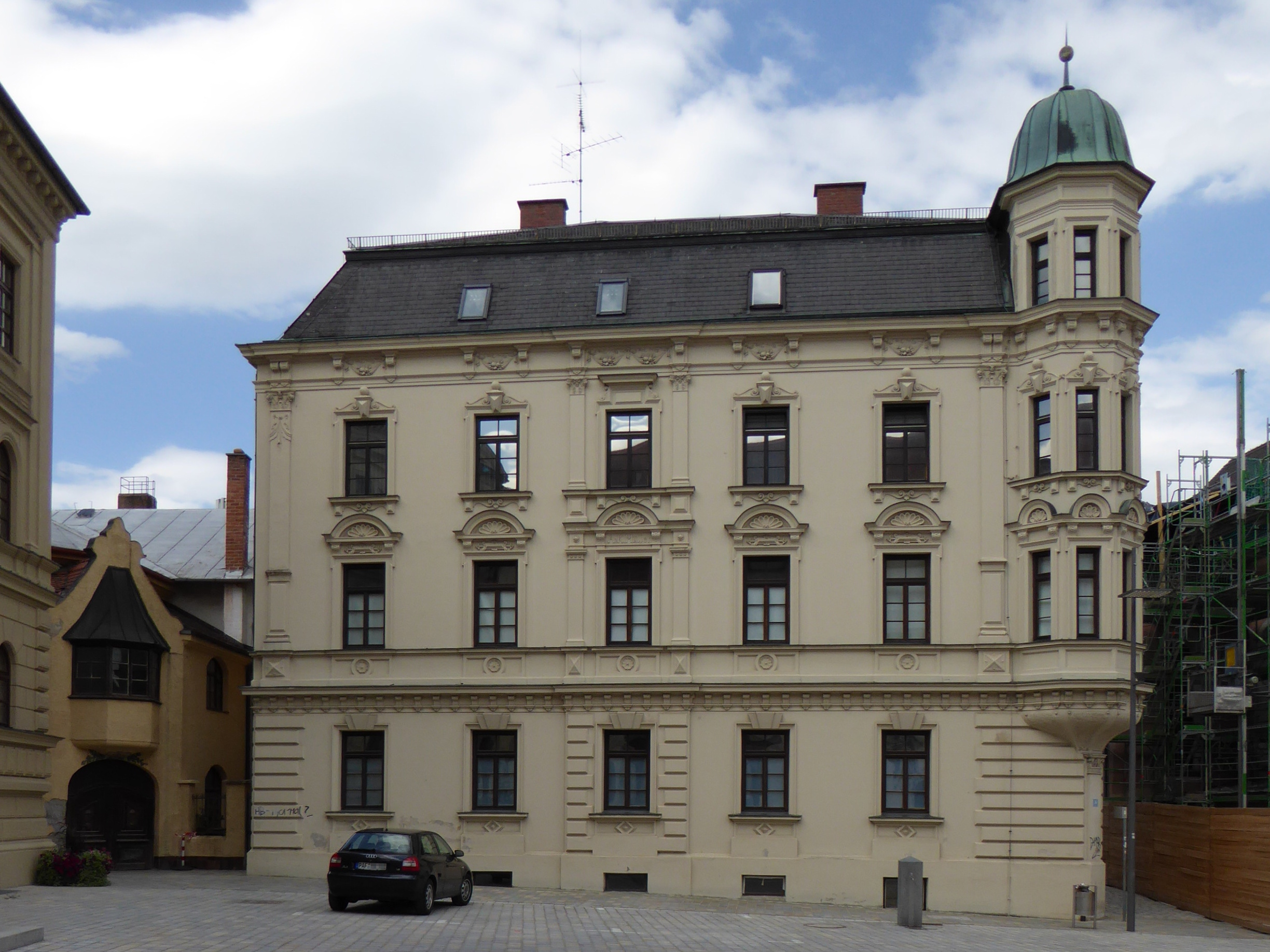
Südfassade 2015
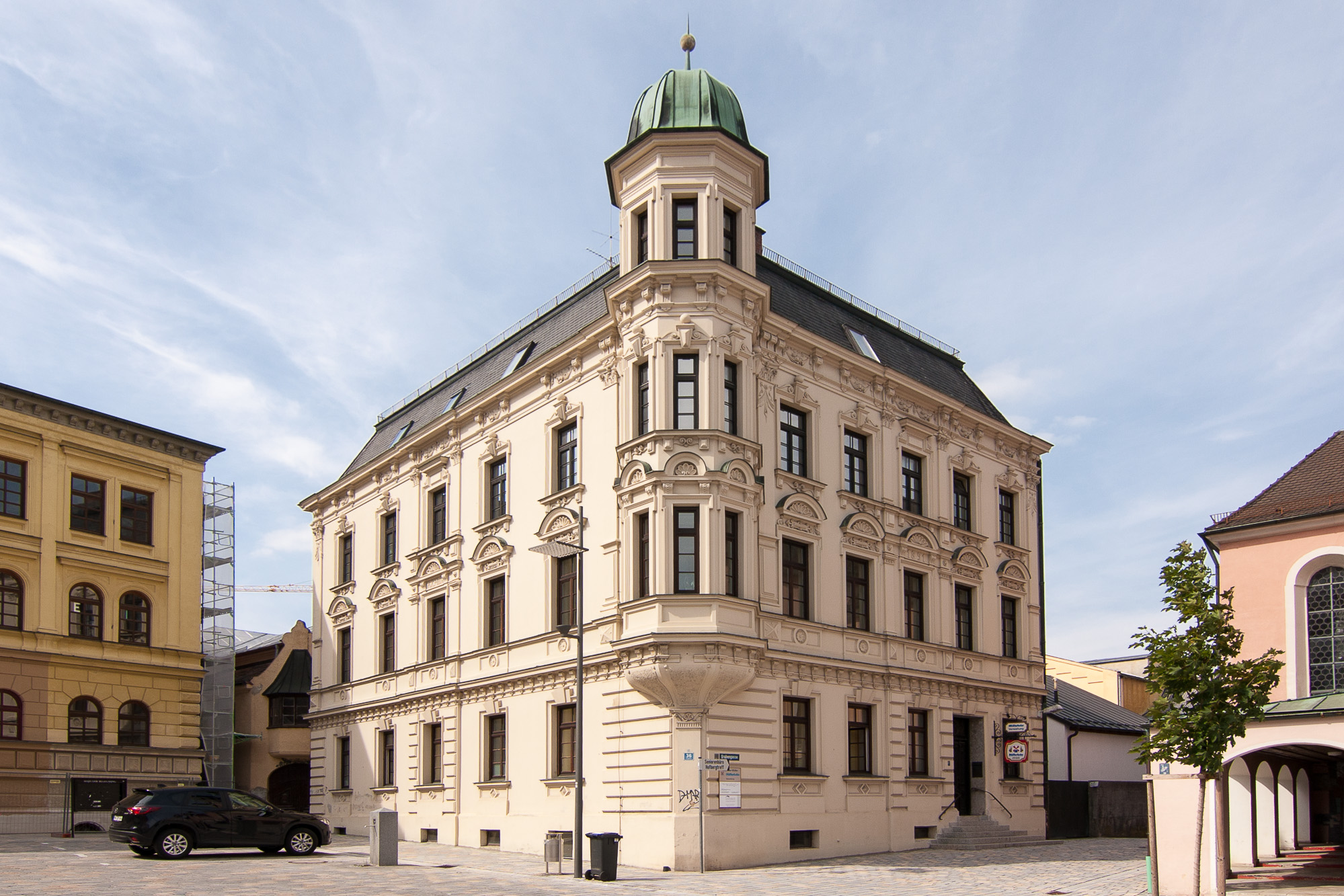
Eck-Ansicht 2018
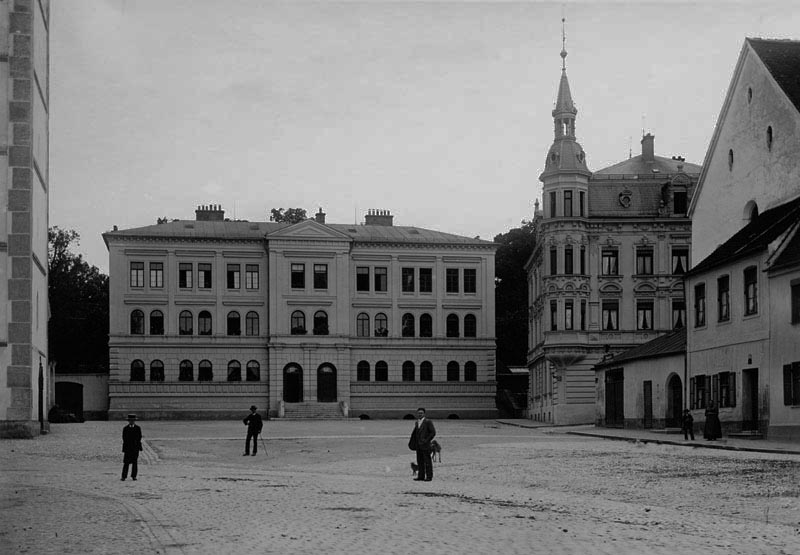
Historische Ansicht

## Pfaffelbräu
Der Pfaffelbräu, eine der ältesten bekannten Braustätten in Pfaffenhofen, stammt im Kern noch aus dem 17. Jahrhundert und ist das Stammhaus der Familie Müller. Der erste namentlich bekannte Besitzer war Hannß Widmann, der zwischen 1595 und 1605 als Bierbrauer und Bürgermeister tätig war. Aufgrund widerrechtlicher Bierausgabe wurde er inhaftiert. 1630 wurde das Anwesen von Christoph Pfäffel übernommen, nach dem das Brauhaus seinen bis heute bekannten Namen erhielt. Während des Dreißigjährigen Krieges (1618–1648) fiel auch der Pfaffelbräu den Zerstörungen zum Opfer.
1745 wurde der damalige Besitzer Martin Schilcher während der Schlacht bei Pfaffenhofen von den Panduren geplündert und getötet. 1779 kaufte Johann Michael Vetter das Brauerei-Anwesen. Im Jahr 1807 erwarb Anton Müller, Bierbrauer und Inhaber des Pfaffelbräu, das an der Ostwand des Hauptgebäudes angebaute Frühmesshäuschen zur Erweiterung seines Anwesens. 1868 tauschte sein Enkel, der ebenfalls Anton Müller hieß, den Pfaffelbräu gegen den Brauereigasthof am Hauptplatz 2, der fortan seinen Namen tragen sollte.

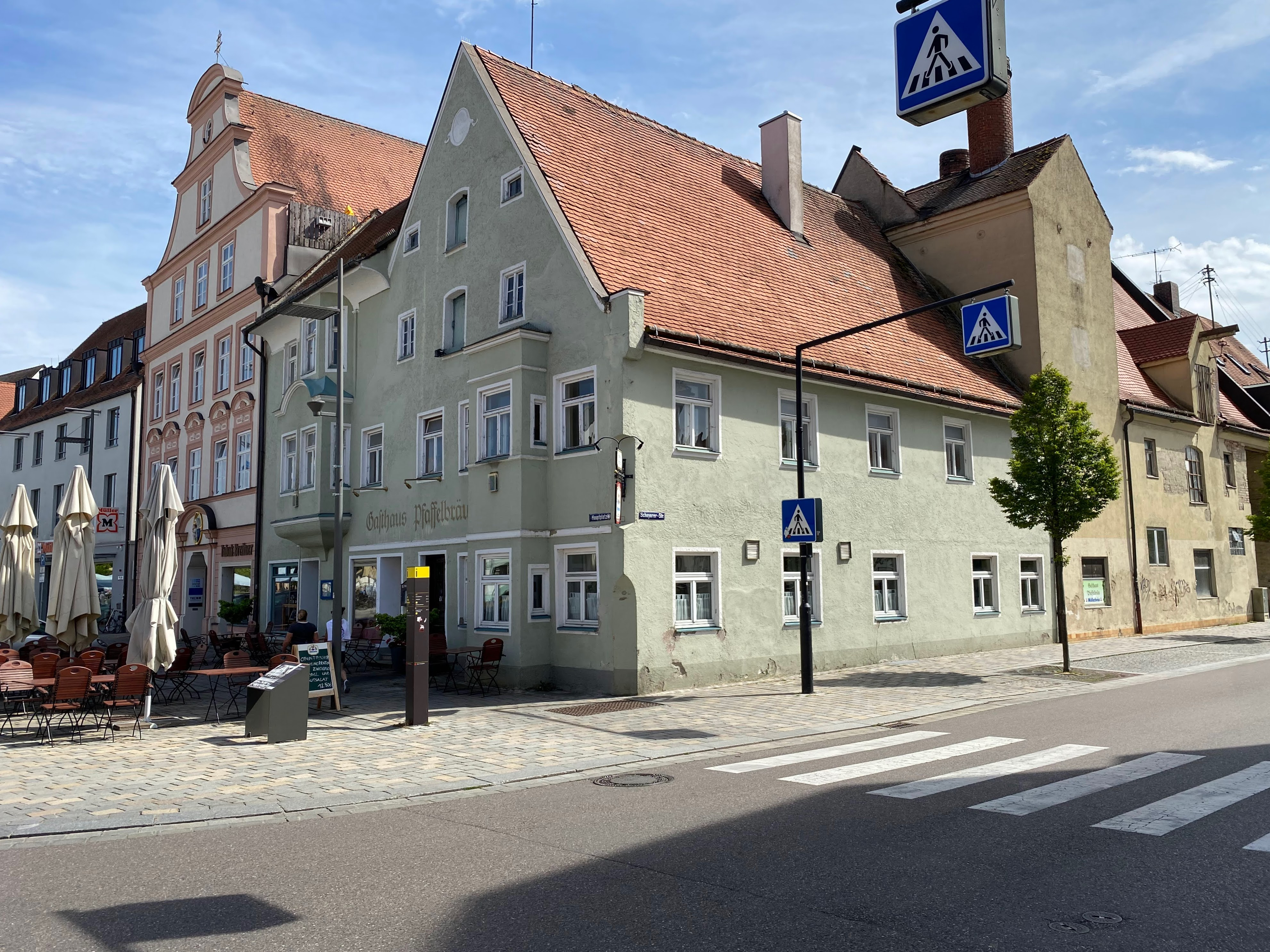
Ansicht mit alter Mälzerei
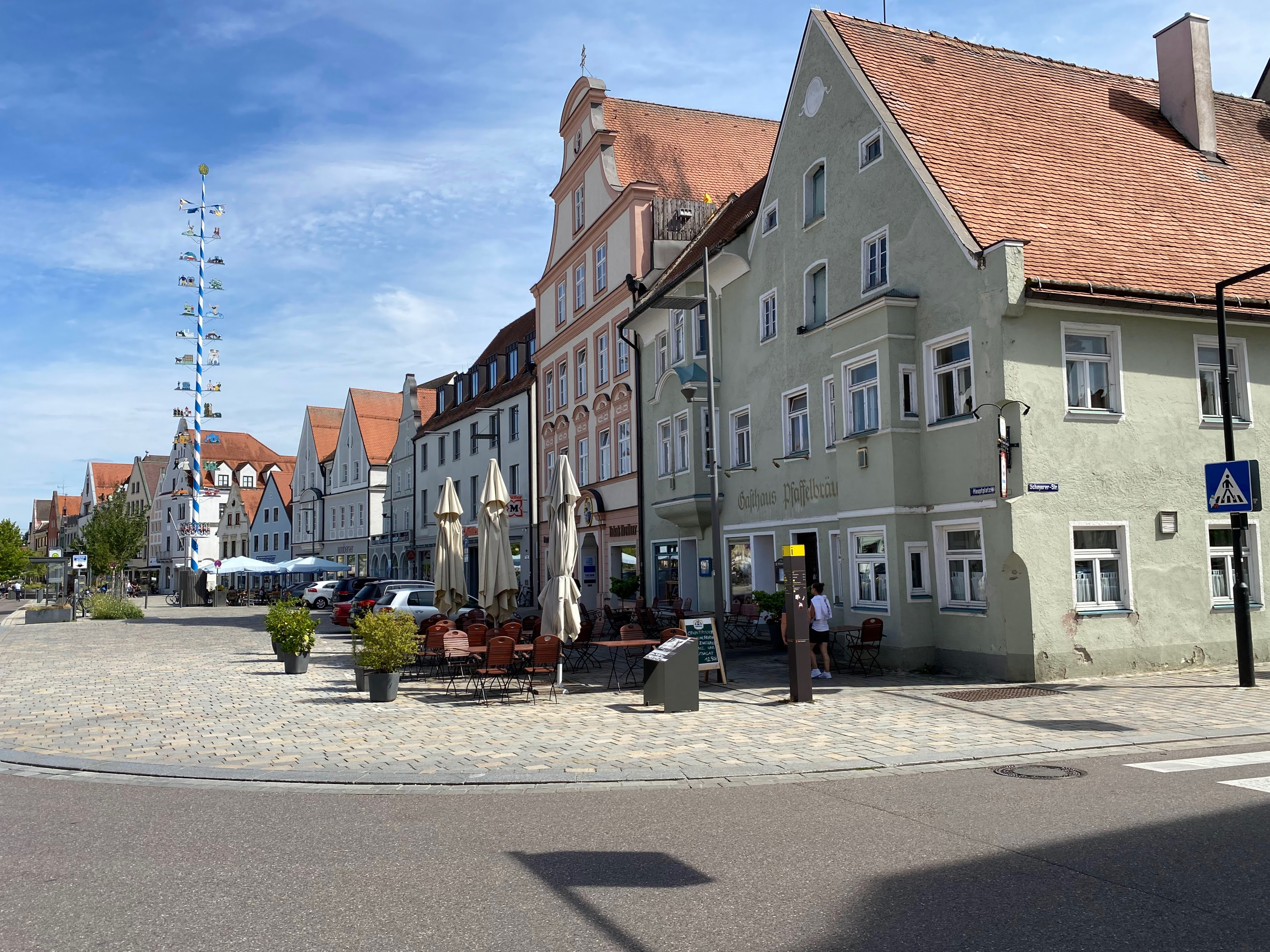
Ansicht zum Hauptplatz

## Sudhaus
Das Müllerbräu Sudhaus in Pfaffenhofen wurde 2024 am Oberen Hauptplatz eröffnet. Der unter Denkmalschutz stehende Bereich des Gebäudes wurde restauriert und um einen Neubau im Industrial-Stil ergänzt. Neben dem Restaurant umfasst das Sudhaus eine gläserne Brauerei, einen Veranstaltungssaal und einen Biergarten. Das gastronomische Angebot umfasst regionale und saisonale Spezialitäten sowie hausgebraute Biere.

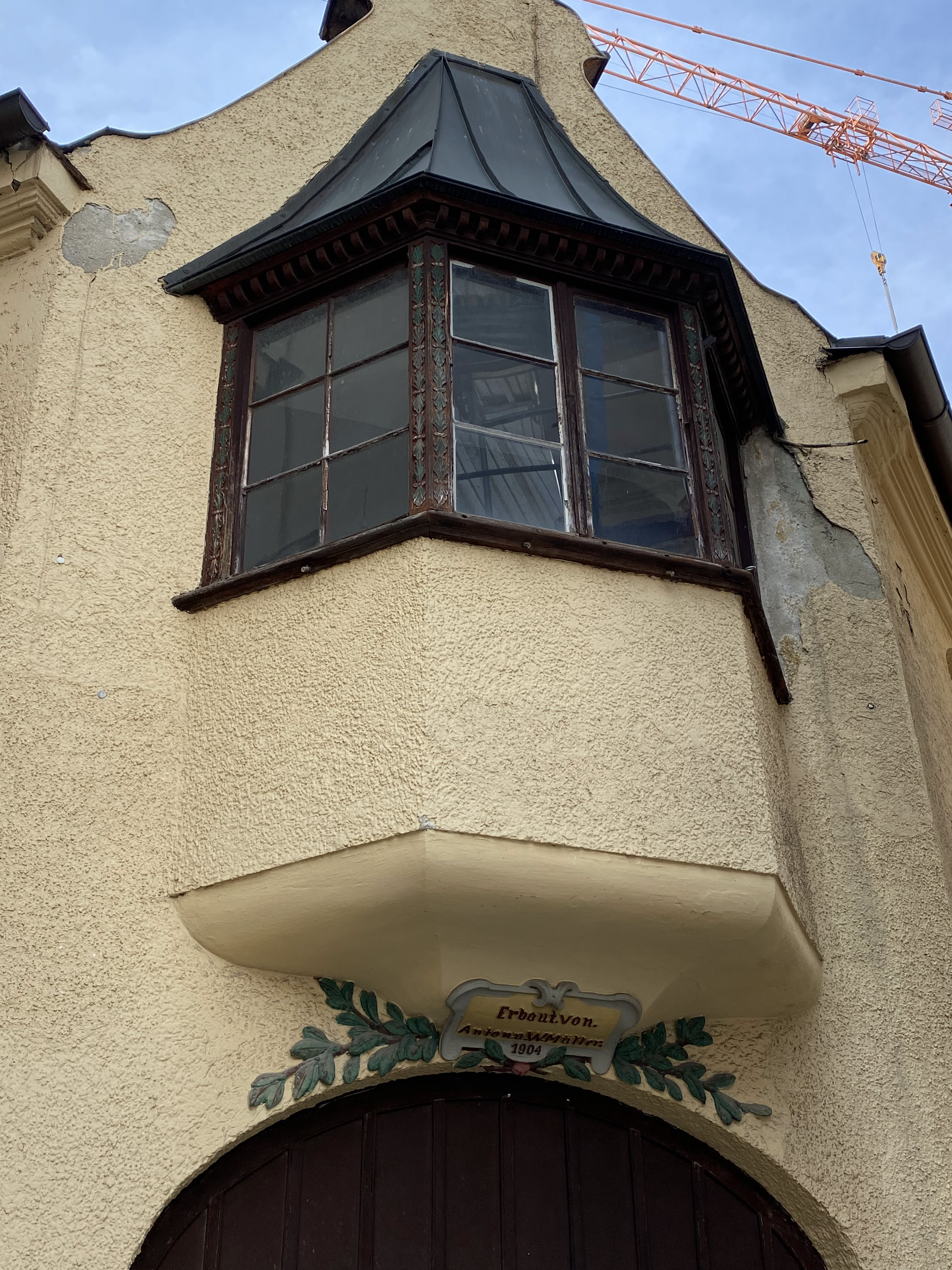
Eingang 2022
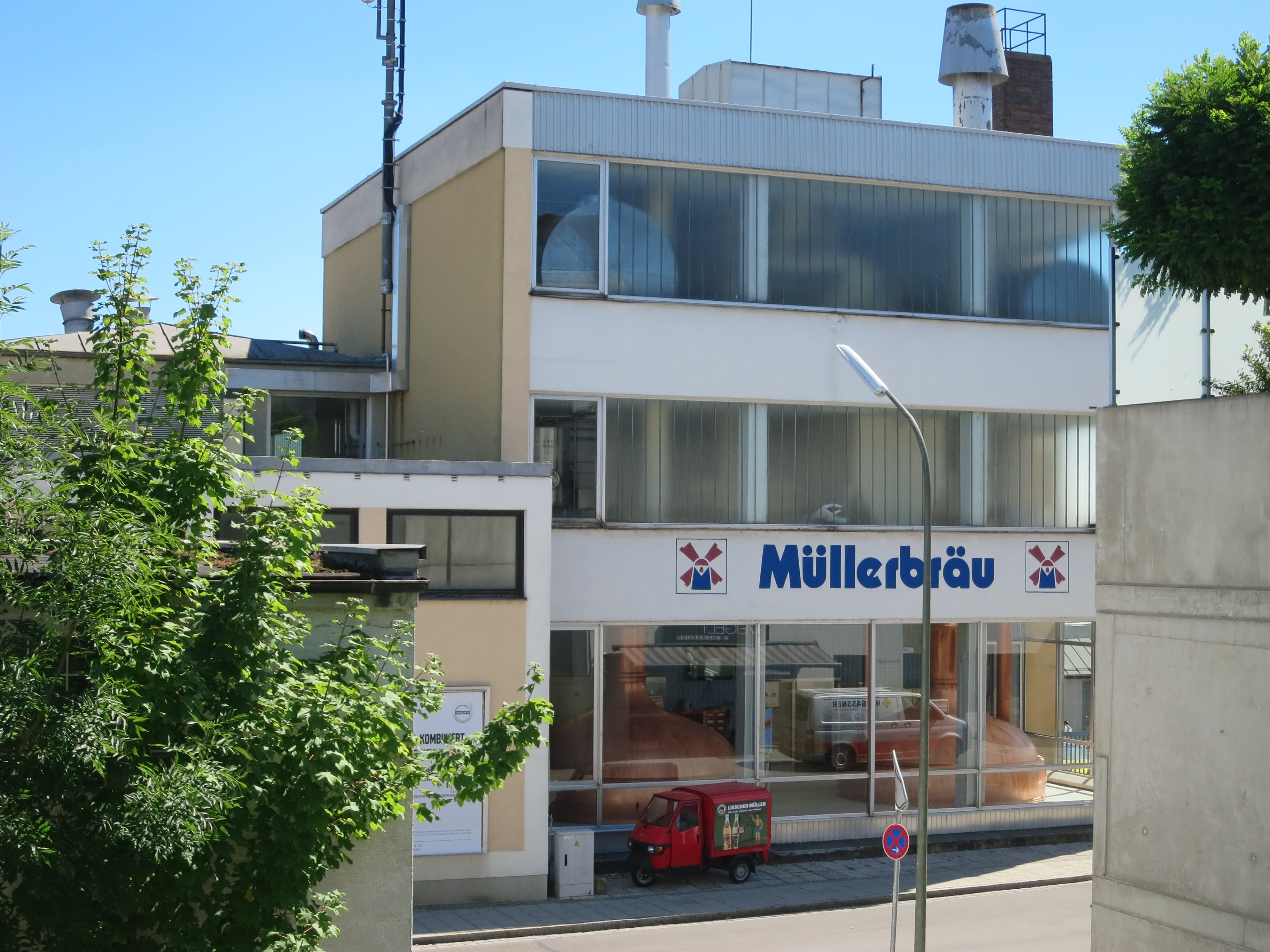
Sudhaus vom Kellerberg
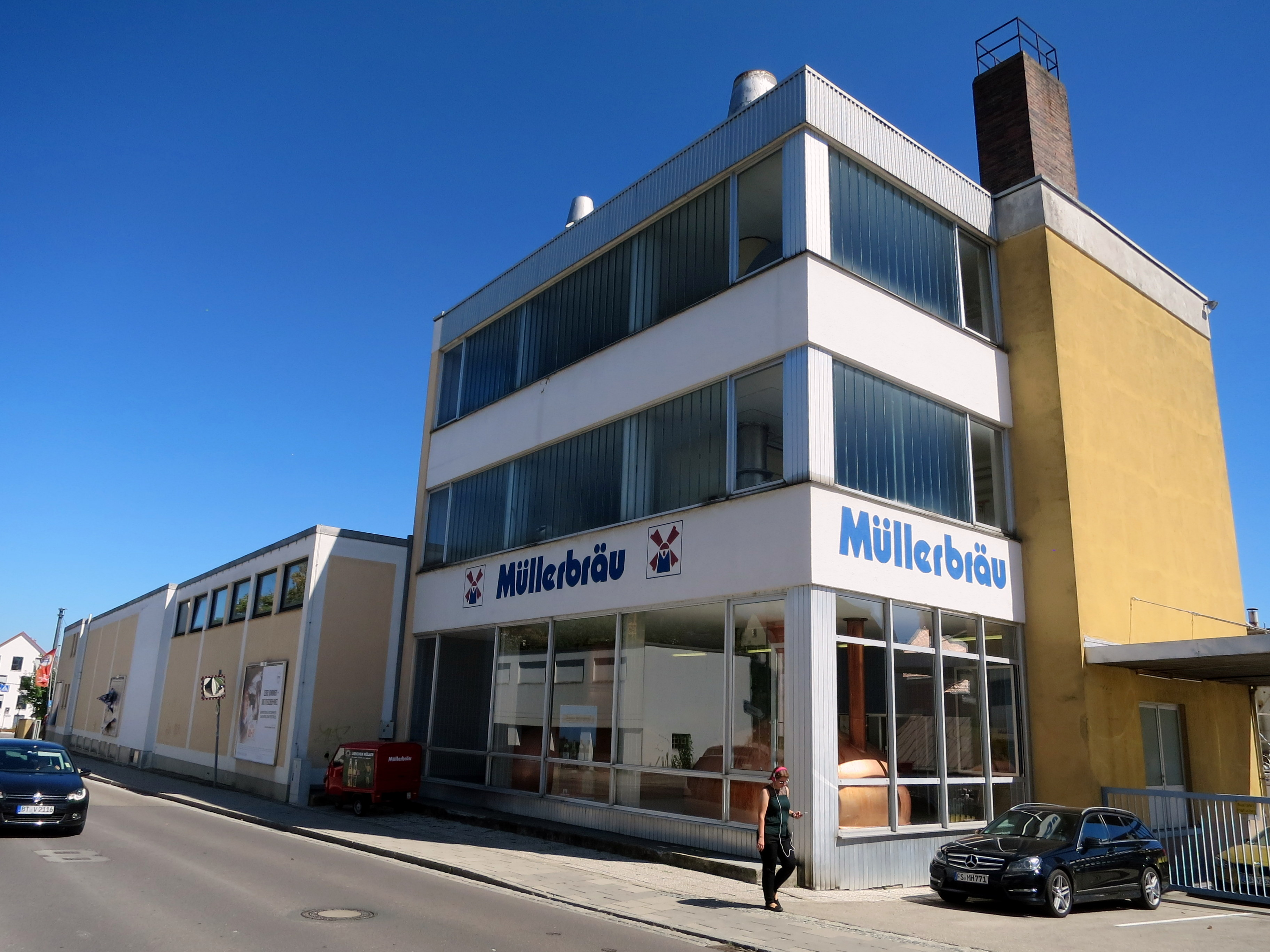
Sudhaus der Brauerei
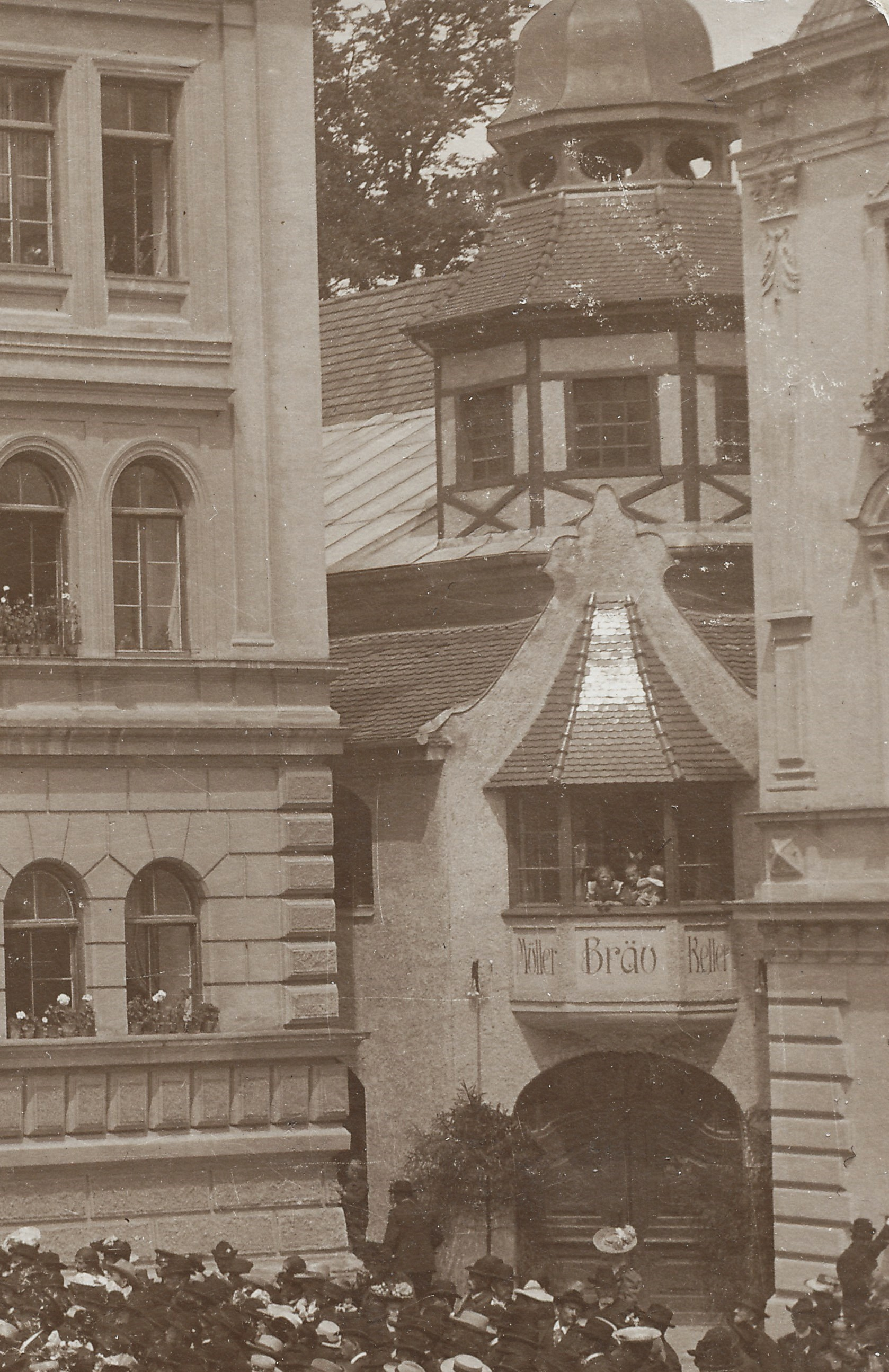
Historische Ansicht

## Produktion

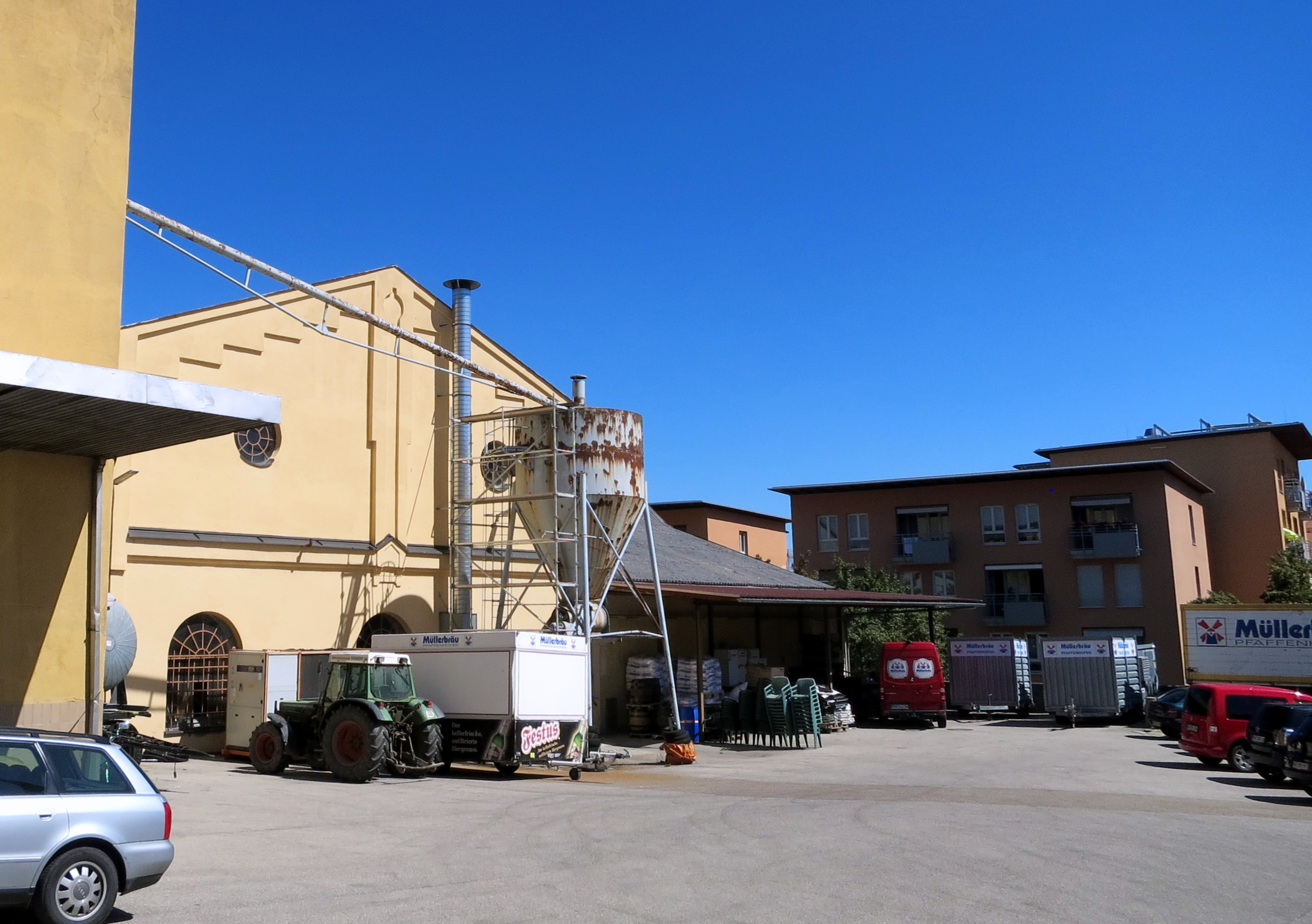
Hof der Brauerei

Müllerbräu stellt verschiedene Biersorten sowie alkoholfreie Getränke her. Die Brauerei verwendet Aromahopfen aus eigenen Hopfengärten und bezieht Malz von bayerischen Lieferanten. Das Wasser stammt aus einem eigenen Brunnen auf dem Brauereigelände.

### Nachhaltigkeit und Klimaschutz
Die Brauerei setzt auf nachhaltige Energiequellen und bezieht ihren Wärme- und Kältebedarf über ein Biomasse-Heizkraftwerk. Der entstehende Wärmerücklauf wird zur Versorgung umliegender Haushalte genutzt. Ein Großteil der Stromversorgung erfolgt durch eine eigene Photovoltaikanlage, zusätzlich wird Grünstrom von den Stadtwerken Pfaffenhofen bezogen. 2021 brachte die Brauerei ihr erstes Biobier mit Bioland-Zertifizierung auf den Markt.

## Auszeichnungen
- World Beer Cup (Gold): 2016 (Festbier), 2014 (Altbayrisch Hell)
- European Beer Star (Gold): 2012 (Weißbier Leicht), 2013 (Festbier), 2015 (Festbier, Festus, Weißbier Leicht), 2016 (Weißbier Leicht), 2019 (Heimer Leicht), 2021 (Hell, Weißbier Leicht)
- European Beer Star (Silber): 2010 (Weißbier Leicht), 2014 (Hopfenland Pils), 2015 (Heimer Leicht), 2016 (Hopfenland Pils), 2017 (Weißbier Leicht), 2020 (Gold Export), 2022 (Weißbier Leicht)
- European Beer Star (Bronze): 2008 (Altbayrisch Hell), 2011 (Weißbier Leicht), 2012 (Altbayrisch Hell), 2014 (Weißbier Leicht), 2016 (Heimer Leicht), 2021 (Festbier)
- Pfaffenhofener Erhaltungspreis: 2024 für das Verwaltungsgebäude[13]

## Sonstiges
Die Brauerei ist Mitglied im Brauring, einer Kooperationsgesellschaft privater Brauereien aus Deutschland, Österreich und der Schweiz.
Seit 2023 unterstützt die Brauerei den lokalen Queer Pfaffenhofen e.V. und den vom Verein organisierten CSD, unter anderem mit einer eigenen Pride Edition, dem sogenannten "Queer-Bier".